# 中澤不二雄
中澤 不二雄（なかざわ ふじお、1892年〈明治25年〉11月23日 - 1965年〈昭和40年〉6月9日）は、滋賀県出身の野球選手（内野手）・監督・野球解説者。パシフィック・リーグ元会長。

## 来歴・人物
神戸中学校を経て荏原中学校に進む。明治大学野球部時代、現在のアジア競技大会の原点である「極東オリンピック・マニラ大会」（1913年）の日本代表に選ばれ、名遊撃手として活躍。
その後造船会社へ就職したが、野球を忘れられず、1922年には、翌年プロ野球球団であることを宣言する天勝野球団の一員として活動。1923年には満洲（現・中国東北部）の満洲鉄道会社（満鉄）に就職し、社会人野球チーム「大連満洲クラブ」（満鉄の社員を中心に編成）でプレイングマネジャー（選手兼任監督）を歴任。
西鉄ライオンズ設立時には監督候補としてオファーを受けるが辞退した。(鬼塚格三郎(元小倉高校監督)も辞退したことで、三原脩が招聘された)
戦後は野球解説者としてプロ野球を中心として活躍。1951年、新日本放送（現・毎日放送）のラジオ中継、並びに1953年から数年間、日本テレビ放送網のプロ野球専属解説者として活躍した。
その後1959年2月に太平洋野球連盟（パシフィック・リーグ）の専任会長第1号に就任。同年6月に開かれた天覧試合（巨人対阪神戦）において昭和天皇・皇后への解説を担当した。
パリーグ会長に在任中の1965年、南海・杉浦忠の1500奪三振表彰の出席のため訪れていた神戸市内の旅館にて、脳出血で死去。72歳没。
2002年、野球殿堂特別表彰者に選ばれた。

## 著書
- 『ぼくらの野球』山の木書店 1948
- 『プロ野球』旺文社スポーツ・シリーズ 1953
- 『これが野球だ 監督の作戦・選手の心理』光文社カッパ・ブックス 1960
- 『少年少女体育全集 野球』吉崎正巳絵 ポプラ社 1960
- 『野球の図鑑』小島直 等絵 講談社の学習大図鑑 1960
- 『ベーブ・ルース』編 霜野二一彦絵 小学館 ジュニア版伝記全集 1963
- 『プロ野球 遺稿』オリオン社 1965